# NGC 4675
NGC 4675 is een balkspiraalstelsel in het sterrenbeeld Grote Beer. Het hemelobject werd op 14 april 1789 ontdekt door de Duits-Britse astronoom William Herschel.

## Synoniemen
- UGC 7935
- MCG 9-21-39
- ZWG 270.19
- IRAS 12432+5500
- PGC 42998